# The Adventurer
The Adventurer is een stomme film uit 1917 onder regie van Charlie Chaplin.

## Verhaal
Chaplin speelt een ontsnapte gevangene die wordt achtervolgd door agenten. Wanneer hij een knappe jongedame (Edna Purviance) redt die dreigt te verdrinken, wordt hij geliefd bij haar rijke familie.

## Rolverdeling
| Acteur          | Personage                            |
| --------------- | ------------------------------------ |
| Charlie Chaplin | De ontsnapte gevangene               |
| Edna Purviance  | Het meisje                           |
| Eric Campbell   | De man die verliefd is op het meisje |
| Henry Bergman   | De vader (rechter Brown)             |
| Albert Austin   | De butler                            |
| Marta Golden    | De moeder                            |
| May White       | Een dame                             |